# Сражение при Юнгае
Сражение при Юнгае (исп. Batalla de Yungay) — сражение, произошедшее 20 января 1839 года в ходе войны между Чили и Перуано-боливийской конфедерацией (1837—1839).
В 1836 году президент Боливии генерал Андрес де Санта-Крус сместил Августина Гамарру с поста президента Перу и принял диктаторское правление в стране, создав перуанско-боливийскую конфедерацию. Против федерации выступила Чили, объявившая ей войну в ноябре 1836 года. Год спустя чилийский адмирал Энкалада вошел в Перу и во главе 2800 человек двинулся на Арекипу. После осады города войсками конфедерации чилийцы капитулировали 17 декабря 1837 года.
Военные действия возобновились в 1838 году, когда Чили отправила в Перу еще одну экспедицию, насчитывавшую 5400 человек во главе с генералом Мануэлем Бульнесом. Чилийцев на этот раз сопровождал свергнутый президент Августин Гамарра. 10 июля 1838 года чилийцы высадились в Анконе. В это же время на севере страны вспыхнуло восстание против Андреса де Санта-Круса. Завязались бои, чилийцы взяли Лиму и сформировали временное правительство.

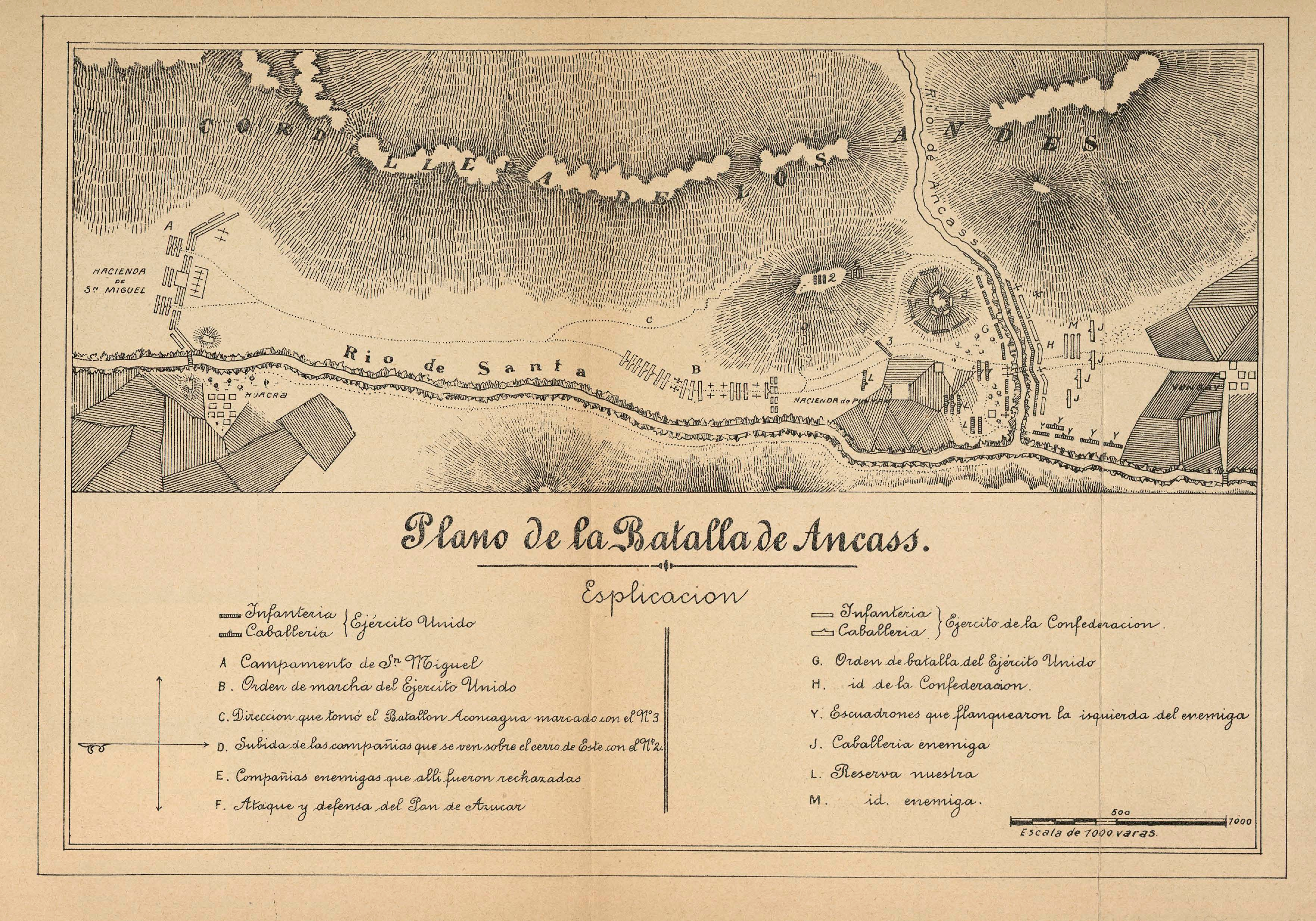
Карта-схема сражения.

20 января 1839 года армия Булнеса численностью 4000 человек подошла к сильно укрепленным позициям войск Санта-Круса в Юнгае, к северу от Лимы. Его силы насчитывали 7000 солдат. В начале сражения чилийцы атаковали и захватили позиции конфедератов на холмах Пан-де-Асукар и Пуньян. После артиллерийского огня чилийцы пошли в атаку и прорвав оборону противника севернее реки Анкаш. Войска конфедерации, в основном индийцы, в беспорядке отступили, потеряв 1400 человек убитыми и 1600 ранеными. К 16:00 сражение закончилось. Потери чилийцев составили 1500 человек убитыми и ранеными. После этого поражения Санта-Крус бежал в Эквадор. Конгресс Перу назначил президентом генерала Августина Гамарру, официально провозгласив роспуск конфедерации.